# Tillandsia jonesii
Tillandsia jonesii är en gräsväxtart som beskrevs av Strehl. Tillandsia jonesii ingår i släktet Tillandsia och familjen Bromeliaceae. Inga underarter finns listade i Catalogue of Life.